# Winchester Model 1897
A Winchester Model 1897, também conhecida como Model 97, M97 ou Trench Gun, é uma espingarda por ação de bombeamento com um cão externo e carregador tubular fabricada pela Winchester Repeating Arms Company. 

## Visão geral
A Winchester Model 1897 foi uma evolução da Winchester Model 1893, projetada por John Browning. De 1897 a 1957, mais de um milhão dessas espingardas foram produzidas. A Model 1897 foi oferecida em várias classes e comprimentos de cano, com câmara de gáugio 12 e 16, e com uma armação sólida ou desmontável. As armas de gáugio 16 tinham um comprimento padrão do cano de 28 polegadas (711 mm), enquanto as armas de gáugio 12 eram fornecidas com canos de 30 polegadas (762 mm). Canos de comprimento especial podiam ser encomendados em comprimentos tão curtos quanto 20 polegadas e até 36 polegadas. Desde a primeira fabricação da Model 1897, ela foi usada por soldados estadunidenses, departamentos de polícia e caçadores.

## História
A Winchester Model 1897 foi projetada pelo inventor norte-americano de armas de fogo John Moses Browning. A Model 1897 foi listada pela primeira vez para venda no catálogo de novembro de 1897 da Winchester com uma armação sólida e câmara de gáugio 12. O modelo de armação desmontável e de gáugio 12 foi adicionado em outubro de 1898 e o modelo de armação desmontável e de gáugio 16, em fevereiro de 1900.
Originalmente produzida como uma versão mais resistente, mais forte e melhorada da Winchester 1893 — que, por sua vez, era uma versão melhorada da espingarda por ação de bombeamento Spencer —, a 1897 era idêntica à sua precursora, exceto pelo fato de a armação ser mais grossa e permitir o uso de cartuchos de pólvora sem fumaça, que não eram comuns na época. O ano de 1897 introduziu um design "desmontável" ("takedown"), onde o cano poderia ser retirado da arma — uma característica padrão nas espingardas por bombeamento feitas atualmente, como a Remington 870 e as da série Mossberg 500. Com o tempo, "a Model 97 se tornou a espingarda mais popular no mercado norte-americano e estabeleceu um padrão de desempenho pelo qual outros tipos e marcas de espingarda foram julgados, incluindo os mais caros artigos importados". A Winchester Model 1897 esteve em produção de 1897 a 1957. Foi nesse período que os "modernos" designs com cão embutido se tornaram comuns, como a Winchester Model 1912 e a Remington 870. A Model 1897 foi suplantada pela Winchester Model 1912. No entanto, a arma ainda pode ser encontrada em uso regular atualmente.

### Melhorias em relação à Model 1893
Enquanto a nova Model 1897 era projetada, muitas das fraquezas presentes na anterior Model 1893 foram levadas em consideração e sanadas. Essas melhorias incluíam:
- A armação foi reforçada e prolongada para lidar com um cartucho de gáugio 12 de 2+3⁄4 polegadas (69 mm), bem como um cartucho de 2+5⁄8 polegadas (66 mm);[4]
- A parte superior da armação foi coberta, de modo que o cartucho deflagrado era ejetado inteiramente no lado da arma.[4] Isso adicionou uma grande quantidade de força à armação e permitiu o uso de cartuchos de 2+3⁄4 polegadas (69 mm) sem o risco de a espingarda travar constantemente;[6]
- A ação não poderia ser aberta até que um leve movimento para frente da telha liberasse a trava do ferrolho. Ao disparar, o recuo da espingarda fazia um ligeiro movimento para a frente na telha e liberava a trava do ferrolho, que permitia a abertura imediata da ação. Na ausência de qualquer recuo, a telha tinha de ser deslocada para a frente manualmente para liberar a trava do ferrolho;[4]
- Uma guia móvel de cartucho foi colocada no lado direito do bloco transportador para impedir a fuga do cartucho quando a espingarda fosse virada de lado no ato de recarregamento;[4]
- A coronha foi prolongada e seu ângulo reduzido.[4]

Dessas melhorias, a trava do ferrolho é a que transformou a Model 1897 em uma arma de fogo segura. Essa trava do ferrolho aprimorada mantinha a espingarda travada até que ocorresse algum disparo, o que impedia que ela travasse em caso de um cartucho defeituoso. A trava do ferrolho "mantém-se numa relação ao corpo do percussor, impedindo que o percussor atinja a espoleta até que ele avance uma distância suficiente para garantir o trancamento do ferrolho". Isso evita que a telha "seja retraída pela mão do atirador até depois do disparo e, portanto, tornando a arma mais segura".

## Descrição

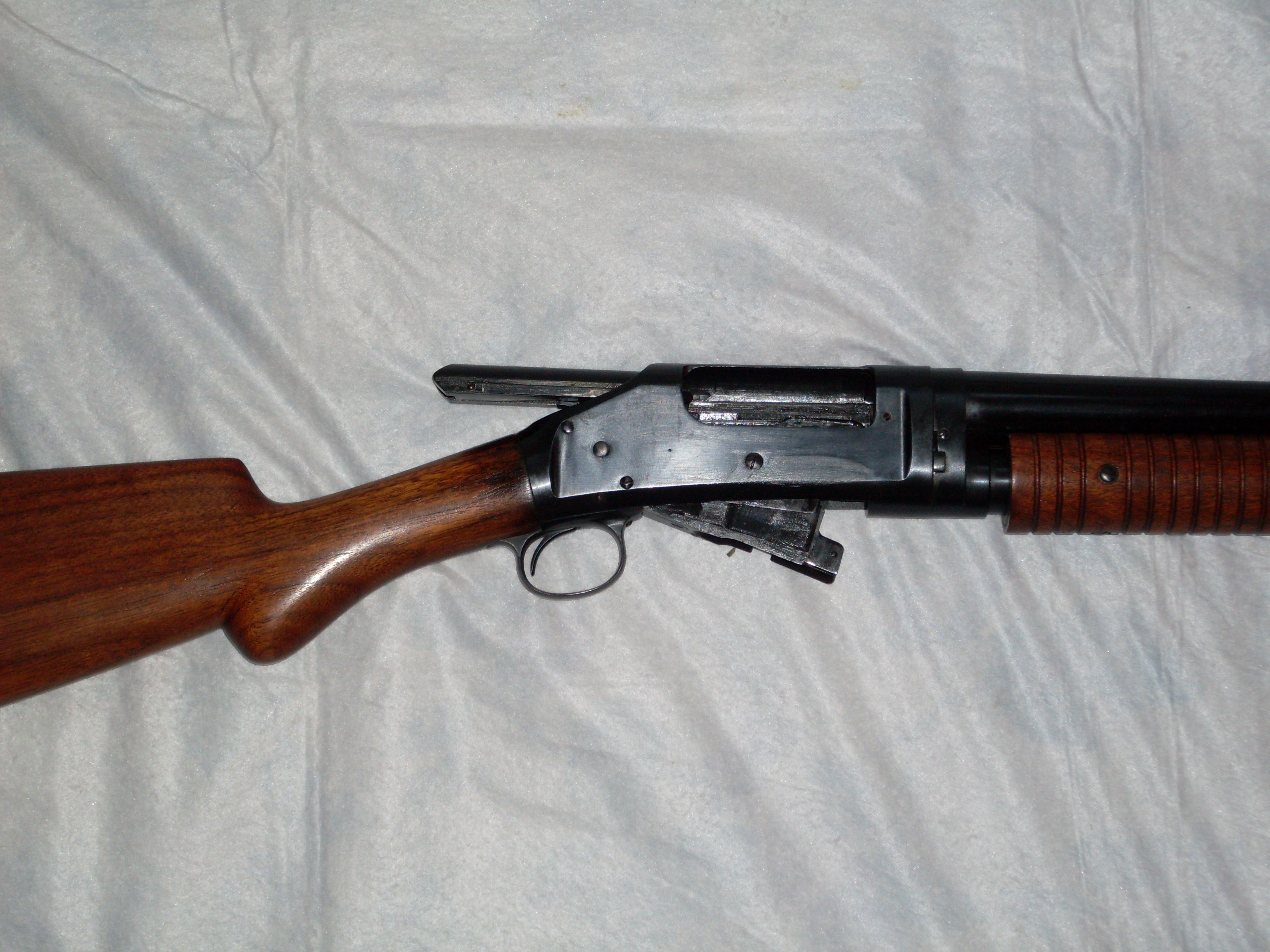
Ação aberta em uma M1897, retratando o longo ferrolho que se projeta da armação.

A Winchester Model 1897 e a Winchester Model 1893 foram desenvolvidas por John Browning. A Model 1897 é uma espingarda com cão externo e sem um desconector do gatilho. Isso significa que o usuário pode pressionar o gatilho enquanto cicla a espingarda e, assim que o ferrolho é fechado, a espingarda dispara. Foi a primeira espingarda por ação de bombeamento verdadeiramente bem-sucedida. Durante o período em que a Model 1897 esteve em produção, mais de um milhão do tipo foram produzidas em várias classes e comprimentos de cano. As espingardas de gáugio 16 tinham um comprimento padrão do cano de 28 polegadas (711 mm), enquanto as de gáugio 12 eram fornecidas com canos de 30 polegadas (762 mm). Canos de comprimento especial podiam ser encomendados em comprimentos tão curtos quanto 20 polegadas (508 mm) e até 36 polegadas (914 mm). Juntamente com várias classes e comprimentos de cano, a Model 1897 era oferecida com dois tipos de câmara diferentes. Uma era de gáugio 12 e a outra, de gáugio 16. Os cartuchos deveriam ser do modelo de 2+3⁄4 ou 2+5⁄8 polegadas (69 e 66 mm, respectivamente). Quaisquer cartuchos maiores não são recomendados. Uma Model 1897 média pode conter seis cartuchos no carregador tubular. Para recarregar a Model 1897, a telha tem de ser puxada para trás, forçando o ferrolho também para trás, que extrai e ejeta o cartucho deflagrado enquanto simultaneamente arma o cão externo, empurrando-o para trás. Quando a telha é deslizada para frente novamente, o ferrolho empurra um cartucho novo para dentro da câmara da arma e é trancado no lugar.
A empresa chinesa Norinco fez um esforço para reproduzir esta arma de fogo. A Norinco 97 é uma cópia quase exata da Winchester 1897, produzida nas classes Trench e Riot, mas sem a montagem e o acabamento da original.

### Classes da Model 97

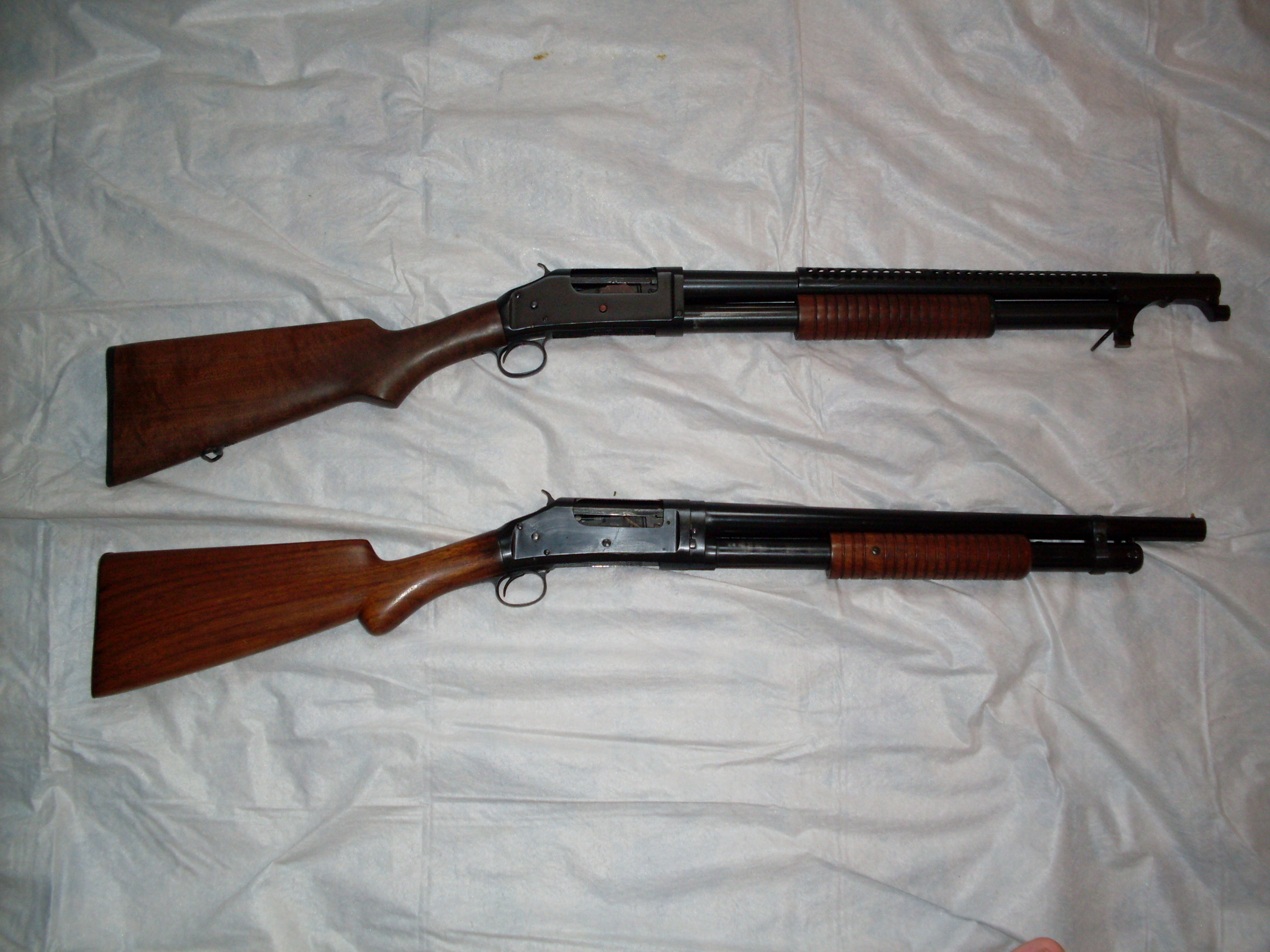
Model 1897 (classe Trench) e a reprodução da Norinco (classe Riot).

| Classe         | Gáugio | Cano                              | Data de produção | Notas                                                                                 |
| -------------- | ------ | --------------------------------- | ---------------- | ------------------------------------------------------------------------------------- |
| Standard       | 12, 16 | 30 pol., 28 pol. (762 mm, 711 mm) | 1897–1957        | Coronha de nogueira plana com soleira de aço.                                         |
| Trap           | 12, 16 | 30 pol., 28 pol. (762 mm, 711 mm) | 1897–1931        | Nogueira sofisticada quadriculada.                                                    |
| Pigeon         | 12, 16 | 28 pol. (711 mm)                  | 1897–1939        | O mesmo que a Trap, mas com armação gravada à mão.                                    |
| Tournament     | 12     | 30 pol. (762 mm)                  | 1910–1931        | Nogueira seleta; parte superior da armação fosca para reduzir o brilho.               |
| Brush          | 12, 16 | 26 pol. (660 mm)                  | 1897–1931        | Carregador mais curto, nogueira plana e armação sólida.                               |
| Brush Takedown | 12, 16 | 26 pol. (660 mm)                  | 1897–1931        | O mesmo que a Brush, mas com armação desmontável.                                     |
| Riot           | 12     | 20 pol. (508 mm)                  | 1898–1935        | Nogueira plana, armação sólida ou desmontável.                                        |
| Trench         | 12     | 20 pol. (508 mm)                  | 1917–1945        | O mesmo que a Riot mas com escudo térmico, suporte da baioneta e alças da bandoleira. |

### Preços originais
Quando a Model 1897 foi introduzida pela primeira vez, o preço dependia de qual classe ela era e de quais recursos estavam sendo adicionados a essa espingarda específica. Comprar uma espingarda com acabamento básico custaria ao comprador $25, enquanto uma com armação gravada e com madeira quadriculada e de melhor qualidade custava $100. As classes mais caras da Model 1897 eram a Standard, a Trap, a Pigeon e a Tournament. Essas eram as classes normalmente equipadas com uma armação gravada e com madeira quadriculada e de melhor qualidade. As classes mais baratas e simples eram a Brush, a Brush Takedown, a Riot e a Trench. Essas classes não receberam madeira mais valorizada ou designs especiais. Isso ocorre por que essas armas foram projetadas e construídas para suportar abuso intenso. Essas classes tinham uma chance maior de serem seriamente danificadas, de modo que não havia necessidade de expender grandes quantias nela para fins de aparência. Como as funções executadas com essas classes exigiam que fossem leves, não era benéfico usar madeira pesada e cara ao projetá-las. Na maioria das vezes, quando essas classes eram compradas, elas eram compradas em grandes quantidades. Já que essas classes foram projetadas com madeira e acabamento padrão, os preços eram mantidos a um nível mais baixo. Elas também foram vendidas em catálogos alemães por preços comparáveis às espingardas de cano duplo de luxo.

## Uso militar

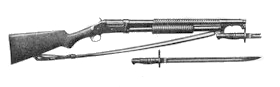
Winchester Model 1897 de classe Trench.

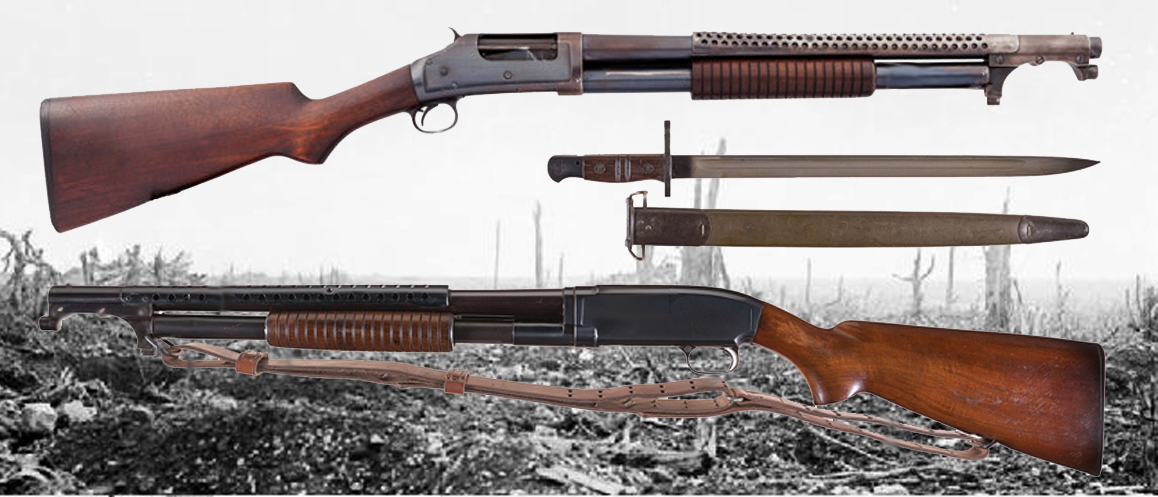
Winchester M97 e M12 de classe Trench.

A Model 1897 foi emitida para soldados norte-americanos durante a Guerra Filipino-Americana de 1898. Esse primeiro grande uso de espingardas pelas forças militares dos Estados Unidos envolveu duzentas armas adquiridas e enviadas para as Filipinas em 1900. Elas foram empregadas no combate aos moros que atacavam os estadunidenses a curta distância usando facas e espadas. (Ver: juramentado)
Durante a Expedição Pancho Villa no México, alguns soldados dos EUA também estavam equipados com M97s. Já popular antes da Primeira Guerra Mundial, as vendas da Model 1897 aumentaram após o término da guerra. Isso ocorreu porque muitas foram produzidas para atender às demandas militares. Quando os Estados Unidos entraram na Primeira Guerra Mundial, havia a necessidade de mais armas de serviço serem entregues às tropas. Tornou-se claro para os Estados Unidos o quão brutal era a guerra de trincheiras e o quão grande era a necessidade de uma maior quantidade de poder de fogo de curta distância enquanto lutavam em uma trincheira, depois de terem observado a guerra nos primeiros três anos. A classe Trench da Model 1897 foi uma evolução dessa ideia. A Model 1897 preexistente foi modificada pela adição de um escudo térmico de aço perfurado sobre o cano, que mantinha as mãos do soldado afastadas de um cano quente, e um adaptador com suporte da baioneta para a fixação de uma baioneta M1917.

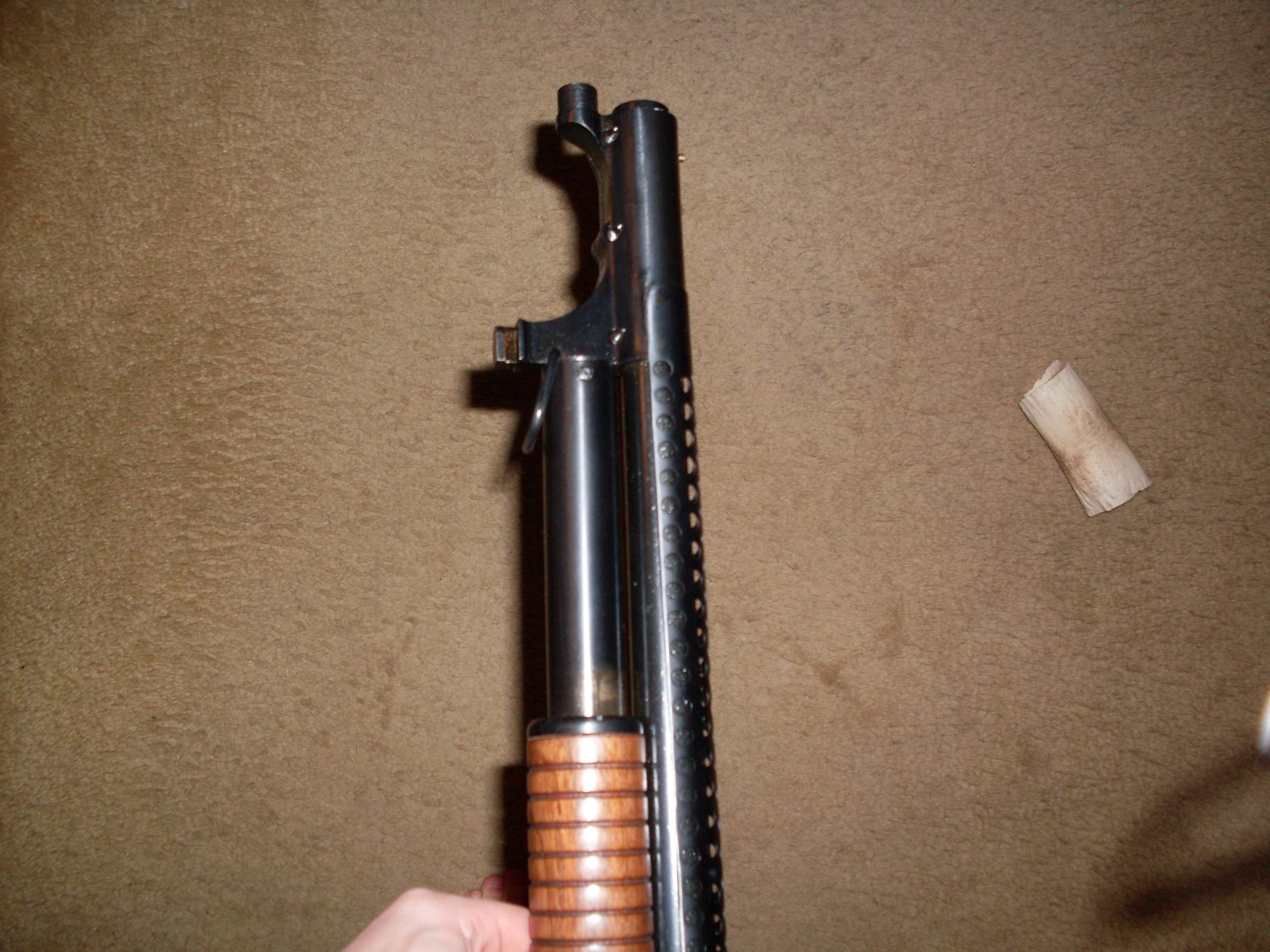
Adaptador da Model 1897 que permitia a anexação da baioneta M1917.

Este modelo era ideal para combate a curta distância e era eficiente na guerra de trincheiras devido ao seu cano de 20 polegadas (508 mm). Munição com bagos foi emitida com a classe Trench durante a guerra. Cada cartucho continha nove bagos 00 (calibre .33). Isso deu considerável poder de fogo ao soldado individual a cada cartucho que era disparado. Esse cano mais curto e grande quantidade de poder de fogo é o que tornou essa classe ideal para a guerra de trincheiras.
Dizem que os soldados estadunidenses habilidosos em trap eram armados com essas espingardas e estacionados onde podiam disparar contra granadas de mão inimigas no ar.
Ao contrário da maioria das modernas espingardas por ação de bombeamento, a Winchester Model 1897 disparava cada vez que a ação era fechada com o gatilho pressionado, ou seja, a falta de um desconector do gatilho permitia disparos contínuos. Juntamente com sua capacidade de cinco tiros, isso a tornou eficaz para combate a curta distância, de modo que as tropas a chamavam de "trench sweeper" ("varredora de trincheiras"). Essa característica permitiu que as tropas disparassem o carregador inteiro com grande velocidade. A Model 1897 era tão eficaz e temida que o governo alemão protestou (em vão) que ela fosse proibida em combate. A Model 1897 foi usada novamente na Segunda Guerra Mundial pelo Exército e Corpo de Fuzileiros Navais dos EUA, onde foi usada ao lado da versão similarmente militarizada da Model 1912. Algumas ainda estavam em serviço durante a Guerra da Coreia e a Guerra do Vietnã.
Outros usos militares da espingarda incluíam "a execução de operações de guarda de segurança / interior, operações de segurança na retaguarda, guarda de prisioneiros de guerra, incursões, emboscadas, operações militares em terrenos urbanos e operações especiais selecionadas". Apesar de protestar contra seu uso, os alemães não ouviram Ludendorff e decidiram usar e adotar não oficialmente a M1897 para seu próprio uso, com modificações, chamando-a de "trench mauser" ("mauser de trincheira") e colocando-a principalmente com as tropas de choque.

### Protestos na Primeira Guerra Mundial
Embora a Model 1897 fosse popular entre as tropas americanas na Primeira Guerra Mundial, os alemães logo começaram a protestar contra seu uso em combate. "Em 19 de setembro de 1918, o governo alemão emitiu um protesto diplomático contra o uso norte-americano de espingardas, alegando que a espingarda era proibida pelas leis da guerra". Uma parte do protesto alemão dizia que "é especialmente proibido empregar armas, projeções ou materiais calculados para causar sofrimento desnecessário", conforme definido na Convenção da Haia de 1907 sobre Guerra Terrestre. Esta é a única ocasião conhecida em que a legalidade do uso real da espingarda em combate foi levantada. No entanto, os Estados Unidos interpretaram seu uso da espingarda de maneira diferente da Alemanha. O Juiz Advogado-Geral do Exército, o Secretário de Estado Robert Lansing, considerou cuidadosamente e revisou a lei aplicável e prontamente rejeitou o protesto alemão. A França e a Grã-Bretanha tinham espingardas de cano duplo disponíveis para uso como armas de guerra de trincheiras durante a Primeira Guerra Mundial; no entanto, incapazes de obter munição de alta potência e julgando a velocidade de recarregamento muito lenta para combate a curta distância, esses países não as colocaram em campo.

### Resposta alemã
A rejeição de seu protesto perturbou bastante as forças alemãs, porque acreditavam que eram tratadas injustamente na guerra. Logo após o protesto ter sido rejeitado, a Alemanha emitiu ameaças de que puniriam todos os soldados estadunidenses capturados que estivessem armados com uma espingarda. Isso levou os Estados Unidos a emitir uma ameaça de retaliação, afirmando que quaisquer medidas tomadas injustamente contra soldados estadunidenses capturados levariam a represálias por parte dos Estados Unidos contra soldados alemães capturados que estivesse usando lança-chamas e baionetas serrilhadas.

## Outros usos
Após a guerra, uma versão de cano mais curto da Model 1897 foi comercializada pela Winchester como uma espingarda de classe Riot. Os mensageiros da American Express Company estavam armados com essa arma, assim como vários departamentos de polícia dos EUA. As diferenças entre esta versão Riot e a versão Trench eram que a versão Riot não possuía escudo térmico e suporte da baioneta, e que todas as armas Trench eram equipadas com alças da bandoleira, enquanto a maioria das armas Riot não era.

## Utilizadores
- Coreia do Sul: usada pela UDT/SEAL.[25]
- Irão[26]
- Filipinas[27]
- Estados Unidos
  - Forças Armadas dos Estados Unidos
  - Texas Ranger Division
  - United States Border Patrol e "milhares de outras agências"[28]
- Reino Unido: usada pela Royal Irish Constabulary[29][30]